# Джон Костецкі
Джон Костецкі (англ. John Kostecki, 7 липня 1964) — американський яхтсмен.
Срібний призер Олімпійських Ігор 1988 року в класі Солінґ.